# Vittorio Algeri
Vittorio Algeri (Torre de' Roveri, Llombardia, 3 de gener de 1953) és un ciclista italià, ja retirat, que fou professional entre 1977 i 1987. És germà del també ciclista Pietro.
El 1976, com a ciclista amateur, va prendre part als Jocs Olímpics d'Estiu de Mont-real, on fou vuitè en la cursa en línia del programa de ciclisme. Com a professional els seus èxits més importants foren el Campionat d'Itàlia en ruta de 1984, aconseguit en guanyar la Coppa Bernocchi, i una etapa del Giro d'Itàlia de 1978.
En finalitzar la seva etapa com a corredor s'integrà en l'estructura directiva dels equips Chateau d'Ax, Team Milram i BikeExchange-Jayco.

## Palmarès
- 1973
  - 1r a la Milà-Busseto
- 1974
  - 1r a la Milà-Busseto
  - 1r a la Piccola Sanremo
- 1976
  -  Campió d'Itàlia amateur en ruta
  - 1r a la Settimana Ciclistica Lombarda i vencedor de 2 etapes
  - 1r a la Freccia dei Vini
- 1977
  - Vencedor d'una etapa de la Volta a Bèlgica
- 1978
  - Vencedor d'una etapa del Giro d'Itàlia
  - Vencedor d'una etapa de la Tirrena-Adriàtica
- 1979
  - 1r al Gran Premi de la indústria i l'artesanat de Larciano
  - Vencedor d'una etapa de la Tirrena-Adriàtica
- 1980
  -  Campió d'Itàlia amateur de puntuació
- 1982
  - Vencedor d'una etapa de la Volta a Suècia
- 1984
  -  Campió d'Itàlia en ruta (Coppa Bernocchi)

### Resultats al Giro d'Itàlia
- 1977. 14è de la classificació general
- 1978. 49è de la classificació general. Vencedor d'una etapa
- 1979. 64è de la classificació general
- 1980. 70è de la classificació general
- 1982. 85è de la classificació general
- 1983. Abandona

### Resultats al Tour de França
- 1987. Abandona (14a etapa)